# أونكاستيو
بلدية أونكاستيو (بالإسبانية: Uncastillo) هي بلدية تقع في مقاطعة سرقسطة التابعة لمنطقة أراغون شمال شرق إسبانيا.

## الديموغرافيا
بلغ عدد سكان بلدية أونكاستيو 754 نسمة عام 2011 (وفقاً للمعهد الوطني الإسباني للإحصاء).
| 967 | 919 | 894 | 849 | 819 | 801 | 754 |